# Harcosok Törzse
A Harcosok Törzse (angolul Warrior Cats) egy 2003-ban indult angol ifjúsági regénysorozat, mely jelenleg több, mint harminc kötetet számlál. Négy szerző dolgozik a könyveken, ám mindegyik az Erin Hunter írói álnév alatt jelent meg. Számos nyelvre fordították le, magyarul eddig az első ciklus első három kötete jelent meg az Egmont kiadó gondozásában.
A sorozat szereplői antropomorf elvadult házi macskák, melyek a vadonban élnek, és legtöbbjük szervezett, önfenntartó törzsekbe (Clans) tömörül. Bár emberi intelligenciával és tulajdonságokkal rendelkeznek, hűek maradnak macska-mivoltukhoz is: viselkedésük (szokások, testbeszéd, hangok) valósághűen van leírva. A többi állatfaj nincs megszemélyesítve; maguk az emberek is csak ostoba, otromba lényekként jelennek meg.
A könyvek nagyrészt komor hangulatúak, és tévedhetetlen ómenek már jó előre megjósolják a tragikus végkifejleteket. A sorozatban megtalálható az ifjúsági irodalom csaknem minden témája: hűség, bátorság, kötelesség, szerelem, tanulás, önfeláldozás, halál. Több kritikus a Gesztenye, a honalapító és a Rőtföldi krónikák regényekhez hasonlította. A történet a legendákból és hiedelmekből is merít - például a macska kilenc élete.

## Háttér

### Törzsek
A vadonban élő macska-törzsek húsz-harminc egyedet számlálnak. Minden törzs ugyanolyan módon szerveződik, és ugyanazokat az íratlan szabályokat követi. A törzs gerincét a Harcosok képezik (innen a sorozat címe is); voltaképpen minden macska harcos, vagy pedig az volt / lesz. Kivétel a királynők és az orvosmacska, akik csak szükség esetében harcolnak. Feladatuk a terület megvédése, őrködés, járőrözés, vadászat, a fiatalok tanítása. A macskáknak nincs természetes ellenségük a vadonban, a konfliktusokat a törzsek közti és a törzseken belüli viszályok szítják.
Nem minden macska tartozik a törzsekhez; többen magányosan élnek, vagy pedig emberekkel, házi kedvencként. A magányos macskák kóborolnak a négy törzs területén.

### Helyszín
A sorozat négy, egymással határos területen élő törzs életét követi, kik egy falu és az oda vezető út közelében tanyáznak. A legtöbb könyv cselekménye ezen a vidéken játszódik. A főszerep a Villámtörzsé; tőlük nyugatra van a Folyótörzs és a Széltörzs, északra pedig az Árnyak törzse. A cselekmény előrehaladtával ezek váltakozóan egymás ellenségei vagy szövetségesei. A négy tartomány között egy semleges terület van, ahol a négy vezér havonta egyszer békében találkozik egymással.
Egy idő után az emberek feldúlják a vidéket, hogy egy autópályát építsenek. A négy törzs összefog, és felkerekednek, hogy együtt új otthont találjanak, majd végül egy távoli tó mellett telepednek le. Alapvetően ez a második ciklus cselekménye. Az új területen a Villámtörzstől nyugatra van a Folyótörzs és az Árnyak Törzse, délre pedig a Széltörzs.

### Hitvilág
A macskák hisznek abban, hogy elhunyt társaik szellemként tovább élnek, és őrködnek fölöttük – őket Csillagtörzsnek (angolul Starclan) nevezik. A történetek során ezek a szellemek többször megjelennek álmokban és látomásokban, hogy tanácsot adjanak, és vezéreljék az élőket.

## Cselekmény

### Első ciklus (Harcosok)
A ciklus hat regényből áll, melyek 2003-2004 során jelentek meg. A főszereplő Firestar (Rusty), aki kezdetben egy család házi kedvenceként él a faluban, majd feladja kényelmes létét, hogy a vadon egyik klánjához, a Villámtörzshöz csatlakozzon. Kezdetben megvetik származása miatt, de bátorságának és hűségének köszönhetően idővel kivívja a legtöbb tag tiszteletét, és elfogadják a törzs harcosaként, majd végül vezéreként.

### Második ciklus (Az új jóslat)
A ciklus hat regényből áll, melyek 2005-2006 során jelentek meg. A négy törzs elhagyja ősi területeit, hogy új lakhelyen telepedjen le. Az új vidék veszélyei mellett a törzsek az egymás közt fellángoló viszályokkal is szembe kell nézzenek.

### Harmadik ciklus (Hármak ereje)
A ciklus hat regényből áll, melyek 2007-2009 során jelentek meg. A könyvek Tűzszív (ekkor már Tűzcsillag) három unokájának; Oroszlánláng, Szajkótollas és Magyallevél kalandjait követik.

### Negyedik ciklus (Csillagok jóslata)
A ciklus hat regényből áll, melyek 2009-2012 során jelentek meg. A Csillagtörzs szöges ellentéte, a Sötét Erdő szellemei fenyegetik a törzsek életét, amitől csak a jóslat által kiválasztott macskák menthetik meg őket. A ciklus Tűzcsillag halálával zárul, és ezzel egy új korszak veszi kezdetét. 

### Ötödik ciklus (Törzsek hajnala)
A ciklus hat regényből áll, melyek 2013-2015 során jelentek meg. Ez a ciklus visszanyúl a törzsek gyökereihez, és bemutatja ahogy a hegyekből érkezett macskák és az erdő ott született kóborlói hogyan alkotják meg az öt ősi törzset. 

### Hatodik ciklus (Árnyak látomása)
A ciklus hat regényből áll, melyek 2016-2018 során jelentek meg. Itt már visszatérünk a jelenbe, amikor Tűzcsillag halála után most két fiatalabbik unokája a kezdi meg a kiképzését. Égermancs, a fiatal növendék azzal szembesül, hogy meg kell találnia a rég elveszett ötödik törzset; az Égtörzset. Ám nem ez az egyetlen nehézség, ugyanis amikor az Árnyak törzse fellázad vezetője ellen, megérkezik Sötétfarkú és az általa vezetett csoport, hogy végleg eltöröljék az összes törzset. 

### Hetedik ciklus (A megszegett törvény)
A ciklus hat regényből áll, melyek 2019-2021 során jelentek meg. A Villámtörzs vezére, Szedercsillag az első élete elvesztése után teljesen megváltozik, és hirtelen a Csillagtörzs is elérhetetlenné válik a törzsek számára. 

### Nyolcadik ciklus (Egy csillagtalan törzs)
A ciklus hat regényből fog állni, és 2022-től kezdve a mai napig tart, befejezése 2024 őszére várható. A Folyótörzsben örökösödési válság tör ki, miután vezérük és helyettesük is rejtélyes módon meghal. 

### További könyvek
A ciklusokon kívül több más könyv is megjelent: tizenhat különálló regény, tizenhét manga-kötet, huszonegy novella, és nyolc ismertető.

## Fogadtatása
Angol nyelvterületen nagy és elkötelezett rajongói tábora van, a sorozat számtalan nem hivatalos szerepjáték és fanfiction alapjául szolgált. A kritikusok körében vegyes fogadtatásra talált.

## Magyarul
- Erin Hunter: Harcosok törzse, 1-3.; ford. Márton Andrea; Egmont, Bp., 2007
  - 1. Kate Cary: Hív a vadon
  - 2. Kate Cary: Tűz és jég
  - 3. Cherith Baldry: Titkok erdeje
  - 4. - : Támad a vihar

## Külső hivatkozások
- Harcosok törzse. warriorsclan.mindenkilapja.hu. [2009. szeptember 23-i dátummal az eredetiből archiválva]. (Hozzáférés: 2010. február 21.)

- Harcosok törzse. riverclan.mindenkilapja.hu. [2009. június 5-i dátummal az eredetiből archiválva]. (Hozzáférés: 2010. február 21.)